# Claude Joseph Rouget de Lisle
Claude-Joseph Rouget de Lisle (Lons-le-Saunier, 10 de maio de 1760 – Choisy-le-Roi, 26 de junho de 1836) foi oficial do exército francês em Estrasburgo. Era um republicano moderado, o que quase o levou à guilhotina durante o período da Revolução Francesa conhecido como Terror.

## Carreira

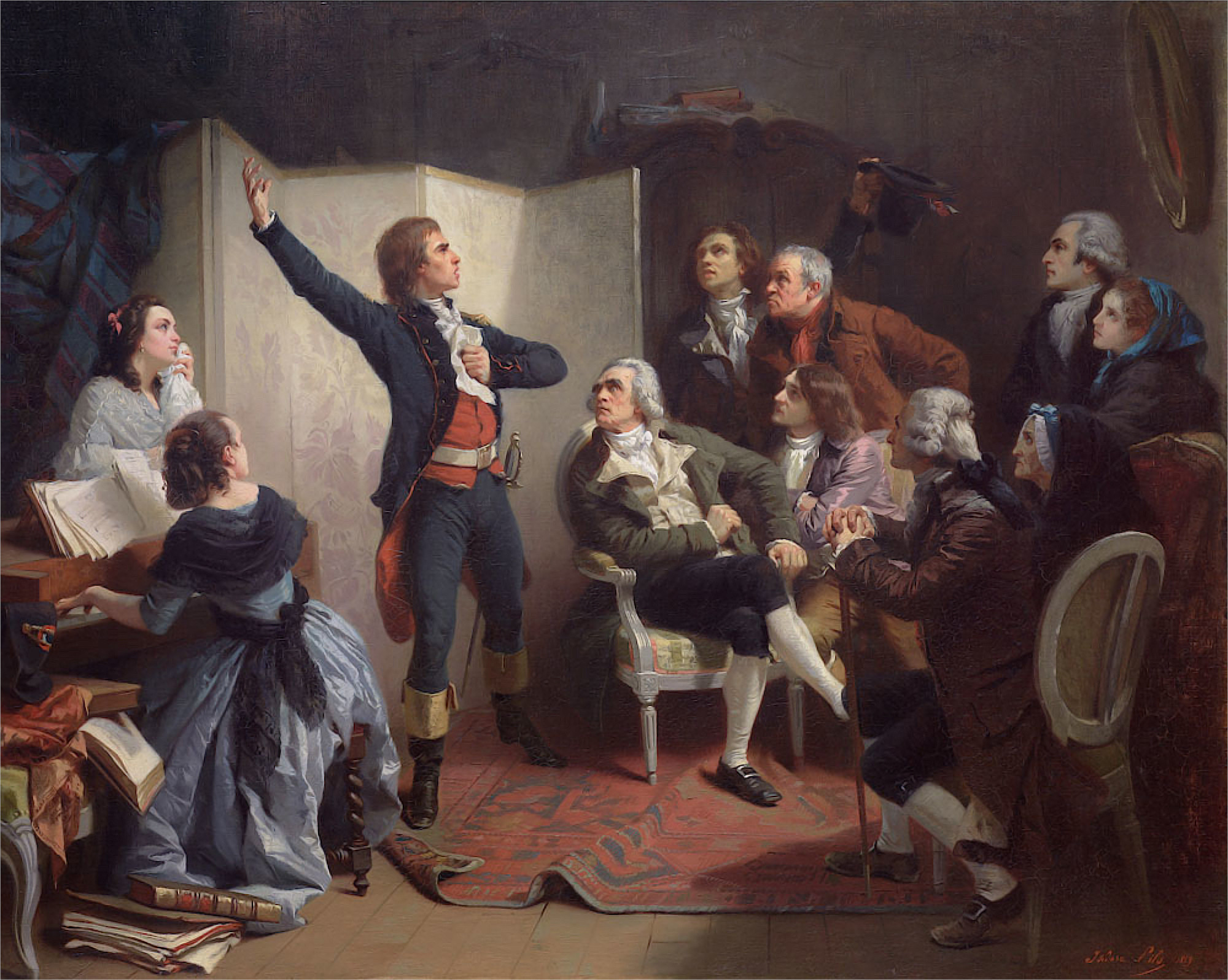
Claude Joseph Rouget de Lisle

Rouget de Lisle é o autor da letra e da música do Chant de guerre pour l'armée du Rhin, composto em Estrasburgo na noite de 25 para 26 de abril de 1792, e que se tornou o hino nacional francês sob o nome de « la Marseillaise » (A Marselhesa).
O sucesso de sua composição acabou salvando-o. Morreu em Choisy-le-Roi, em 1836. Antes de sua morte, foi imortalizado em bronze pelo renomado escultor francês Pierre Jean David. Os seus restos mortais encontram-se depositados no Hôtel des Invalides.

## Publicações
- Allons, enfans de la patrie, chant national connu et retouché, avec accompagnement de guitare ou lyre, Paris, Beauvarlet-Charpentier, (s. d.), 2 p. Dans la 3e strophe deux vers : « Liberté, liberté chérie, Combats avec tes défenseurs » ont été remplacés par : « Un héros, un vaste génie, Combat avec tes défenseurs ».
- À ses concitoyens, Gustave Terrien. La Marseillaise. [Signé : Rouget Delisle.] Le Chant du départ. [Signé : M.-J. Chénier.] Rambouillet : impr. de Raynal, (s.d.), 4 p.
- Au peuple et aux représentans du peuple. (Montagne du Bon air, an II.). (s.l.n.d.), 10 p.
- Au profit des blessés de l'armée du Rhin. La Marseillaise. Château-Thierry : impr. de Renaud, 1870, 3 p.
- Chant de guerre national connu sous le nom d'Hymne des Marseillois / [signé J. Rouget de Lisle]. Nota : cette édition est conforme à une copie donnée par l'auteur. [S.l.] : [s.n.], 1792, 4 p. ; Contient les 6 couplets d'origine suivis de 2 nouveaux couplets intitulés : « Couplets aux Belges ».
- Le chant des vengeances, intermède mêlé de pantomimes représenté pour la première fois, sur le théâtre de la République et des Arts, le 18 floréal, Paris, Ballard, an VI.
- Chant national de la France. La Marseillaise, Paris, Madre, 1870, 1 p.
- Chant national. La Marseillaise. Marseille : impr. de Crémieu, 1879, 1 p.
- Fierval, ou le Fanfaron démasqué, comédie. Rosa mourante, songe, Paris, bureau du Siècle, 1852.
- Essais en vers et en prose, Paris, impr. de P. Didot l'aîné, 1796, 157 p.
- Henri IV, chant héroïque, Paris, Pleyel et fils aîné, s.d., 8 p.
- Historique et souvenirs de Quiberon, Paris, Levavasseur, 1834, 130 p. (Mémoires de tous, II).
- Hymne à la raison, Paris, Le Duc, 1794, 5 p.
- Hymne des Marseillois, avec variations pour le forte piano servant d'accompagnement au chant des couplets, par la citoyenne Thiémé. Rouen : chez le citoyen Thiémé, s. d., 10 p.
- Premier chant des industriels, Paris, impr. de Mme Ve Portmann, s. d., p. 197-212.
- Macbeth, tragédie lyrique en 3 actes, Paris, J. N. Barba, 1827, 44 p.
- La Marseillaise illustrée, Paris, Aubert, 1840, 10 p.
- La Marseillaise illustrée / par Charlet, paroles et musique de Rouget de l'Isle, Paris, impr. de A. Parent, s.d., 8 p.
- La Marseillaise : tirage limité avec des illustrations de Lionel Guibout. Cléry, Jean-Jacques Sergent, Le Kremlin-Bicêtre, Université Sorbonne, Bibliothèque Sainte-Geneviève, 2010, 28 p.
- La Matinée, idylle / par M. R. D. L, Paris, impr. de F. Didot, 1818, 11 p.
- Roland à Roncevaux, chant de guerre, Paris, Le Duc, s.d., 4 p.
- Six romances, Paris, au Magasin de musique, s.d. 2 fasc.